# Polytaenium lineatum
Polytaenium lineatum är en kantbräkenväxtart som först beskrevs av Olof Peter Swartz, och fick sitt nu gällande namn av John Smith. Polytaenium lineatum ingår i släktet Polytaenium och familjen Pteridaceae. Inga underarter finns listade.